# TBSラジオ エア・ナビゲーション
『TBSラジオ エア･ナビゲーション』は、TBSラジオでスペシャルウィーク（聴取率調査週間）前の日曜日に放送されている音楽番組。
2015年10月までは『クラブ954スペシャル』として放送されていた。

## 放送時間
- 月曜1:00 - 4:00（日曜深夜25:00-28:00）で、1:00 - 2:30までを第1部、2:30 - 4:00までを第2部、として2部で構成している。かつてはTBSラジオエキサイトベースボールのナイター中継やクチ×コミ等で、最近は1:00-3:00に放送される臨時特番等で、放送開始時間は変わる場合がある。（3:00スタートの場合は二部に分割しない。）
- 過去には毎週土曜17:50 - 18:00にも「エア・ナビゲーション」の名でレギュラー放送していた。

## 出演者
- 第1部 柳沢怜（TBSラジオキャスター）
- 第2部 田中ひとみ（TBSラジオキャスター）

第1部・第2部ともTBSラジオキャスターの1人がパーソナリティを務める。例外として2007年2月19日に当時TBSニュースバードのキャスターだった松井陽子が第1部を担当したことがあった。

## 過去の主な出演者
- 第1部 白井京子 954情報キャスター退職に伴い卒業。
- 第2部 一場麻美（2010年8月まで）第2部の担当が定着していたが、954情報キャスター退職に伴い卒業。
- 第2部 村山明希子
  - 現在は担当キャスターが固定されているが、かつては954情報キャスターが交代で担当した。
  - 過去に山崎景子、楠葉絵美、岡本祥子、荒生沙緒利、阿部文音など954情報キャスターの多くがパーソナリティーとして出演した。

## 主なエピソード
- 2012年4月16日の放送では、当時954情報キャスターの岡本祥子が趣味の詩吟を音が割れるほどの大音量で披露。この放送が同年末のTBSラジオ珍プレー好プレー大賞2012の大賞を受賞した。